# Maltesische Bischofskonferenz

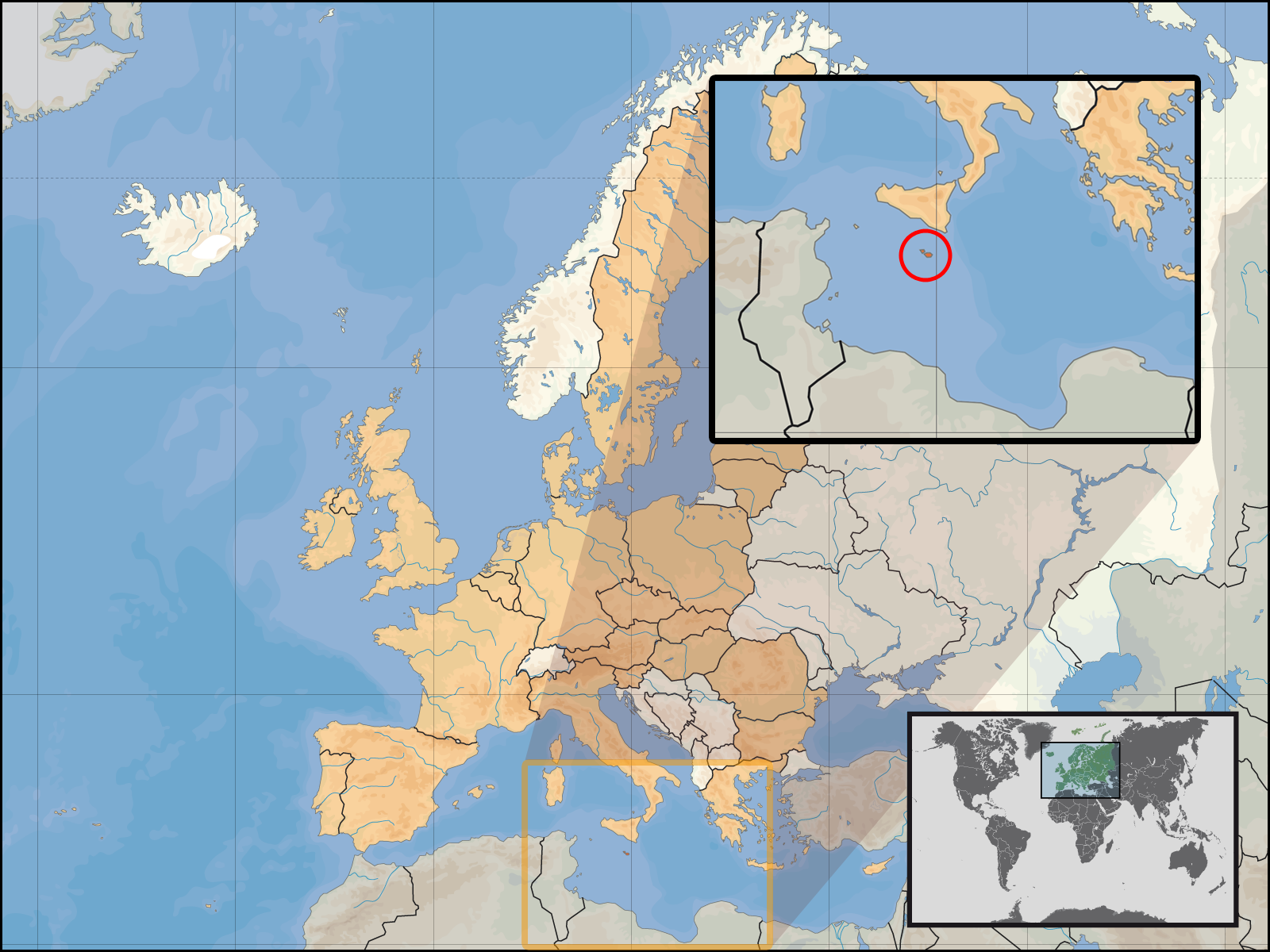
Malta und Insel Gozo

Die Bischofskonferenz von Malta (engl. Maltese Episcopal Conference) ist die offizielle Bischofsversammlung in der Republik Malta. Ihr Präsident ist Charles Scicluna, Erzbischof von Malta. Die maltesische Bischofskonferenz zählt zu den kleineren Bischofskonferenzen, denn sie hat nur zwei Mitglieder: den Erzbischof von Malta und den Bischof von Gozo.
Die Bischofskonferenz von Malta ist Mitglied im Rat der europäischen Bischofskonferenzen (CCEE).

## Arbeitsorgane
Innerhalb der Bischofskonferenz gestalten die nachstehenden Kommissionen und Organe die aktuellen und notwendigen Arbeiten:
- Kommission für liturgische Angelegenheiten
- Kommission für die Kirche in Malta und Europa
- Kommission für Erziehung
- Kommission zur Bewahrung der christlichen Kultur
- Nationaler Rat für Wohltätigkeit und caritative Hilfe
- Rat zur Förderung der priesterlichen Berufung
- Büro zur Untersuchung sexueller Misshandlungen
- Regionale Gerichtsbarkeit der zweiten Instanz